# Genappe
Genappe (wallonisch Djinape, niederländisch Genepiën) ist eine Gemeinde in der französischsprachigen Provinz Wallonisch-Brabant in Belgien. Sie besteht aus den acht Ortsteilen Baisy-Thy, Bousval, Genappe, Glabais, Houtain-le-Val, Loupoigne, Vieux-Genappe und Ways.

## Geschichte
Am 18. Juni 1815, dem Tag der Schlacht bei Waterloo, fiel dem Bataillon der Füsiliere des 15. Infanterie-Regiments unter Generalleutnant Gneisenau bei der Verfolgung der sich in Auflösung befindlichen französischen Armee bei Genappe der kurz zuvor von diesem verlassene Napoleonische Staatswagen in die Hände.

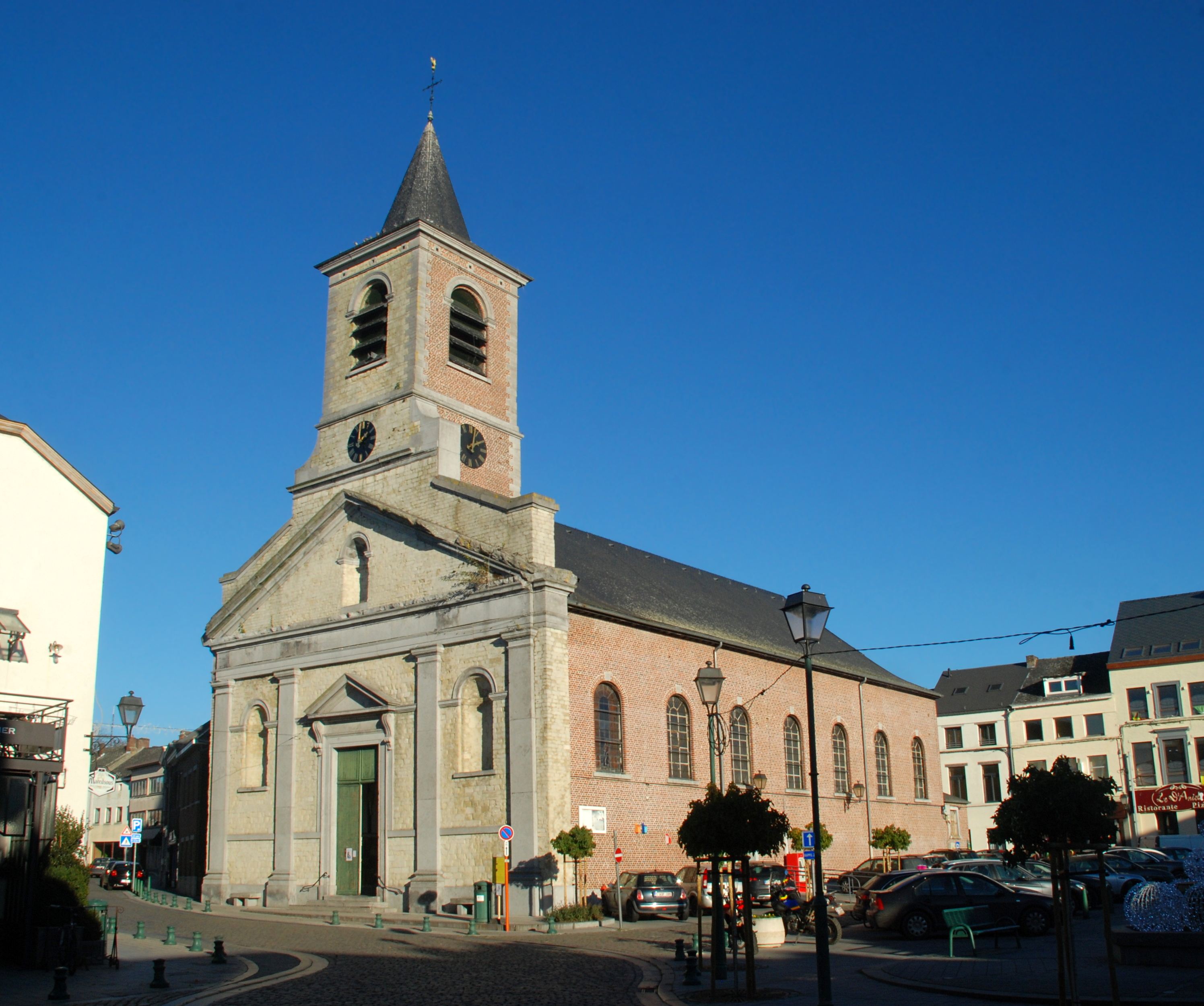
Kirche von Genappe
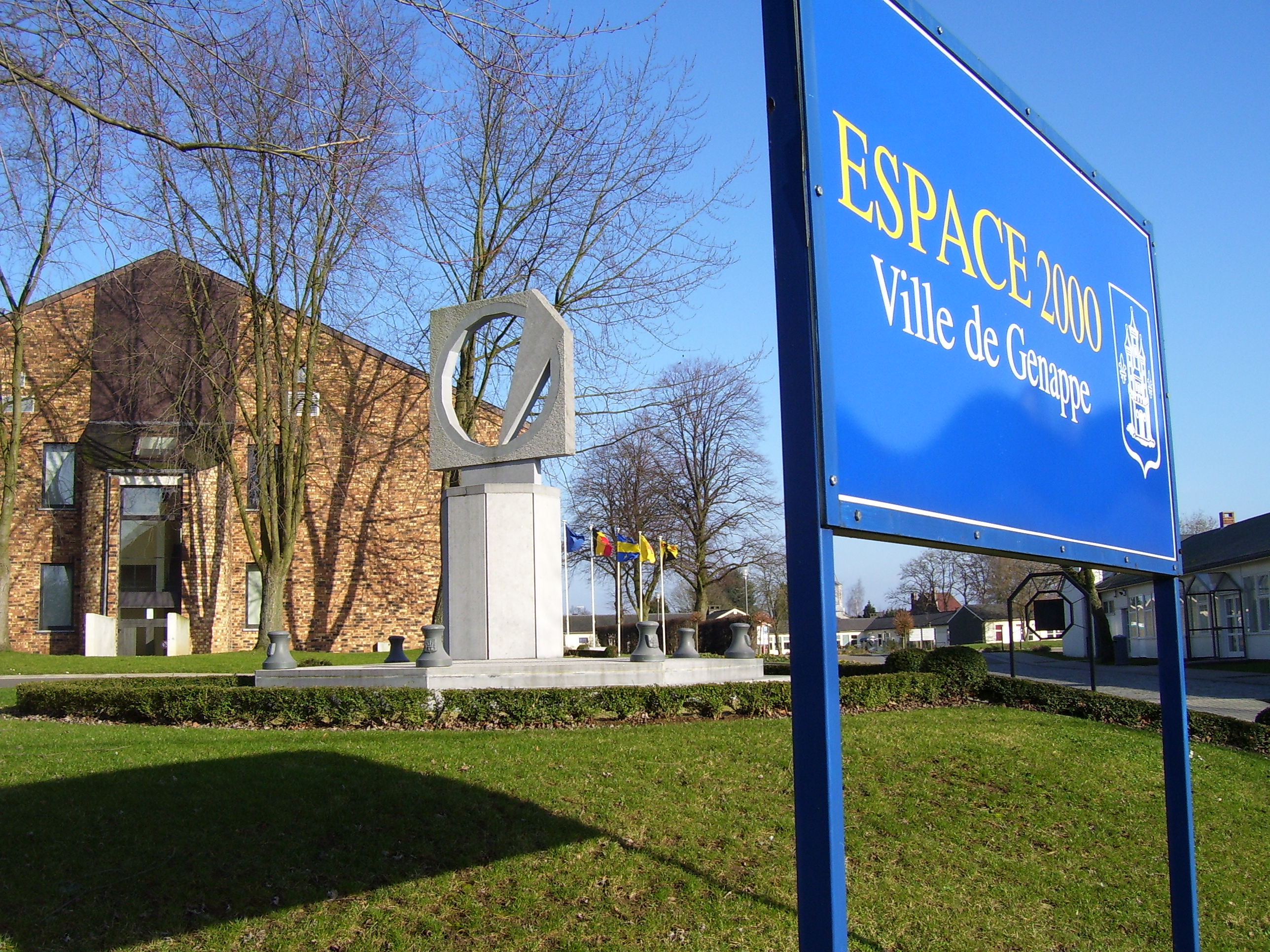
Rathaus von Genappe

## Persönlichkeiten
In Genappe geboren:
- Anne de Beaujeu (1461–1522), älteste Tochter des französischen Königs Ludwig XI.
- Lucien Jottrand (1804–1877), Journalist und Politiker
- Albert Desenfans (1845–1938), Bildhauer
- Eugène Delporte (1882–1955), Astronom